# Премовић
Премовић је презиме братства из племена Пјешивци (Црна Гора). Ово презиме се први пут помиње између 1690. и 1730. године и изведено је од имена родоначелника који се звао Премо.
Премовићи су родом из Горњих Пјешиваца, тачније Богетића (место на северозападу од Магудовице, око главног пута), где их је било 5 кућа.
Воде порекло од Вукосава, сина Богдана Потолића (кнеза или војводе), који се после Косова (из Бањске) населио у Пјешивце, најпре у Бритвићима, у пољу испод брда Плата, па се одатле после преселио у Горње Пјешивце и населио у месту Толићима крај села Стубице. По томе што је живео у Толићима звао се Богдан Потолић. Осим Вукосава, имао је још и Змијана и Радована, као и четвртог, ванбрачног сина, који се звао Гостоје (или Копиљан).
Премовићи (5 кућа), Маговчевићи (5 кућа), Јоковићи (3 куће) и Драгићевићи (3 куће) - заједничког су порекла, али се свако од њих само тако презива.
Као и већина других братстава и племена из Црне Горе, Премовићи су били колонисти у свим већим и мањим предратним, међуратним и послератним сеобама, најпре на Косову и Метохији (Пећ), потом у Београду (Земун), и на крају у Војводини (Врбас, Кула, итд.). Премовића има и у Рашкој, Краљеву и многим другим местима широм Србије. Од земаља бивше СФРЈ, највише их има у Словенији (од 1960. године), док се у свету најчешће могу наћи у Сједињеним Америчким Државама (од 1900. године).
Од познатијих Премовића издвајају се Драго (Савин) Премовић, који је био члан одбора за прикупљање помоћи имигрантима из Старе Србије и Скендерије у капетанији Пјешивачкој, затим Радоје (Драгов) Премовић, одликовани капетан пешадије у војсци престолонаследника Александра I Карађорђевића (по Радоју се и данас један мали засеок у Пјешивцима крај Богетића зове по њему - Радојев До) и Ђорђије Премовић, народни херој из Другог светског рата, по коме су једна основна школа и фабрика у Тузли носиле назив.
Ђурићи из Лознице воде порекло од Премовића из Пјешиваца, који су прешли у другој половини XIX века.
Премовићи славе Зачеће Светог Јована Крститеља, познатије још и као Свети Јован Пјешивачки или Сусрет Светог Захарија и Јелисавете (6. октобра, по новом календару).